# Вегарусъярви (озеро, исток Вегарусйоки)
Ве́гарусъя́рви (фин. Vegarusjärvi) — озеро на территории Найстенъярвского сельского поселения Суоярвского района Республики Карелия.

## Общие сведения
Площадь озера — 13,8 км², площадь бассейна — 171 км². Располагается на высоте 165,4 метров над уровнем моря. Котловина ледниково-тектонического происхождения.
Форма озера продолговатая, вытянутая с юга на север. Берега каменисто-песчаные, частично заболочены, сильно изрезаны, в результате чего у озера имеются множество заливов).
На озере более десяти островов различной величины. Самый крупные из них: Сурисаари (фин. Suurisaari) и Лехтисаари (фин. Lehtisaari). Общая площадь островов 0,95 км².
В озеро втекают не менее десятка ручьёв без названия. Наиболее крупные — в северной оконечности озера — Паркойноя (фин. Parkoinoja) и Райн-Кивиярвенйоки. Из южной оконечности озера берёт начало река Вегарусйоки.
Рыба: щука, плотва, лещ, налим, окунь, ёрш.
Ближайший населённый пункт Вегарус находится в восьми километрах от озера.
Код водного объекта в государственном водном реестре — 01040100111102000016641.

## Панорама

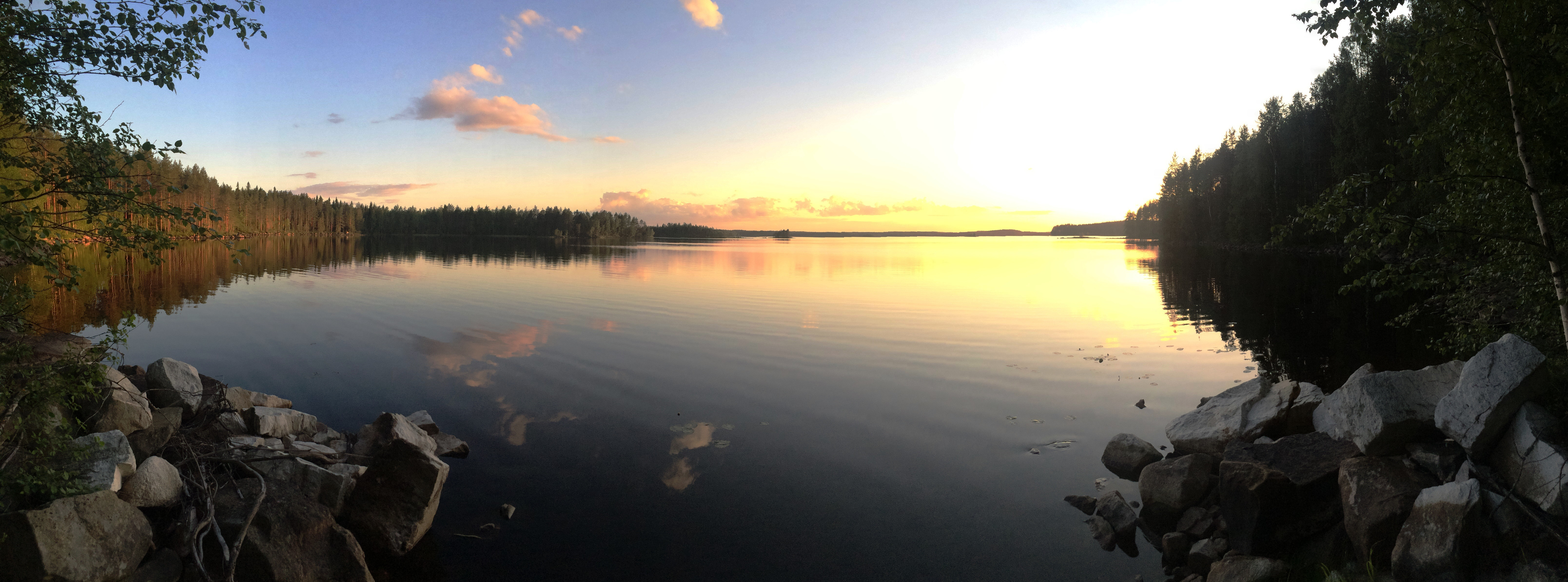
Панорама